# Constitución de Noruega

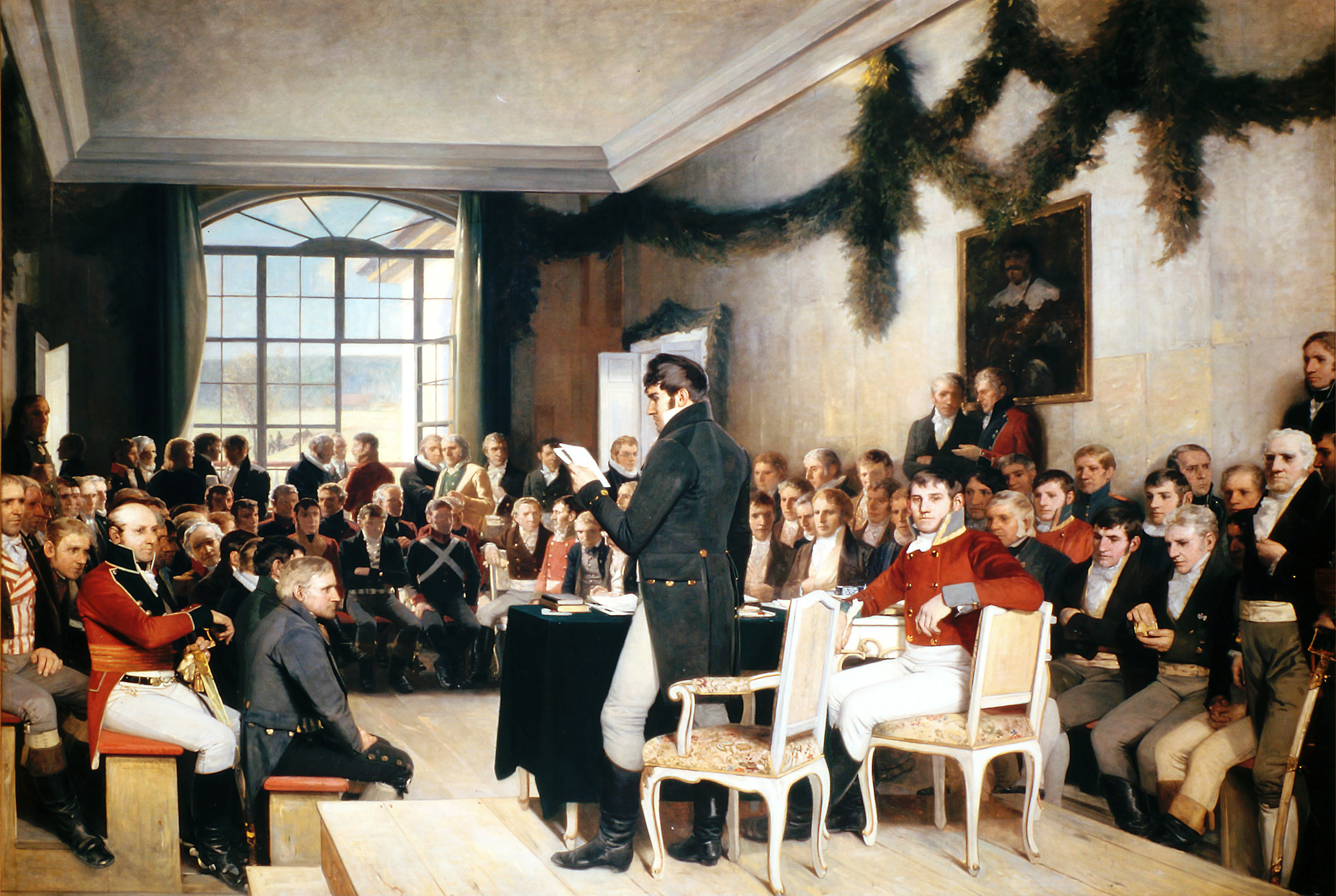
La Asamblea Constituyente reunida en Eidsvoll en 1814. Obra del artista Oscar Wergeland en 1814.

La Constitución de Noruega fue aprobada el 16 de mayo de 1814 por una Asamblea Constituyente noruega reunida en Eidsvoll, (una pequeña ciudad al norte de Oslo que en aquel entonces se llamaba Christiania). La constitución se firmó y fechó el 17 de mayo, que pasó a ser el Día Nacional de Noruega. En aquella época, fue considerada una de las constituciones más radicalmente democráticas de Europa.

## Historia

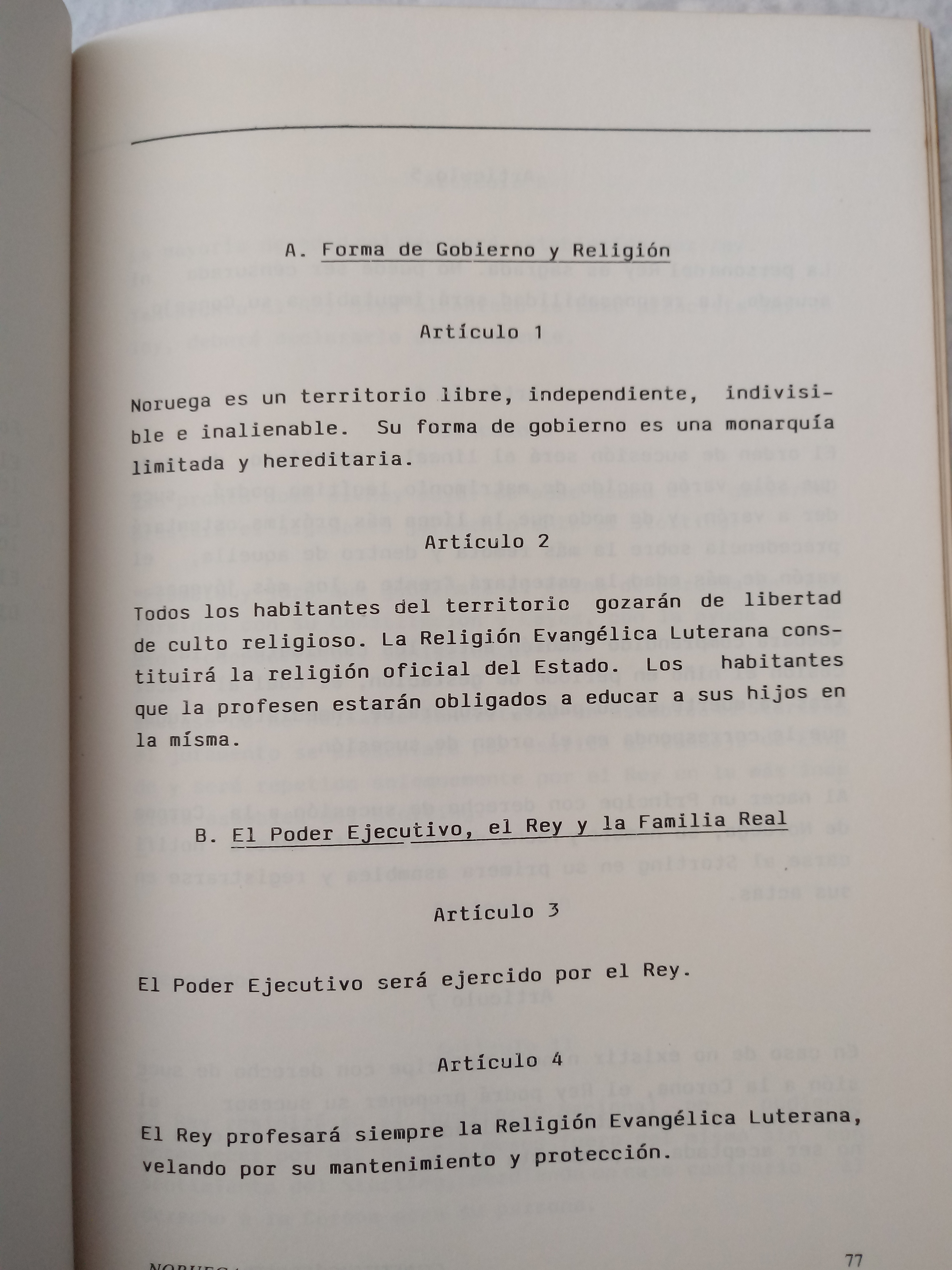
Constitución del Reino de Noruega en publicación del Senado Federal de Brasil.

La constitución de Noruega fue inspirada por la Declaración de Independencia de los Estados Unidos de 1776 y por la Revolución francesa de 1789, y las constituciones norteamericana y francesa que les siguieron, además de por la constitución española de 1812.
Luego de una campaña contra Noruega por parte de Suecia, la Convención de Moss obligó a Noruega a establecer una unión personal con Suecia, formando la Unión entre Suecia y Noruega, debiendo enmendar en consecuencia su constitución el 4 de noviembre, de 1814. Estas enmiendas fueron derogadas en 1905 al ser disuelta la unión luego de noventa y un años. A partir de 1814 se realizaron varias enmiendas, de las cuales la más reciente es la del 20 de febrero de 2006.

## Desarrollo de la constitución
La necesidad de reformar la constitución en 1814 fue producto de su edad, en la medida que se desarrollaba la democracia en Noruega. Noruega, se hizo evidente que algunas porciones de la constitución quedaban desactualizadas. Por ejemplo, el poder ejecutivo, que según la Constitución le correspondía al Rey, cada vez con mayor fuerza quedaba en manos del Consejo de Estado (statsråd). Del mismo modo, originalmente el Rey tenía el derecho de designar a los miembros del Consejo, quienes solo eran responsables ante el mismo Rey por sus actos, y no podían ser elegidos de entre los miembros de la Storting (el parlamento). Con el establecimiento de parlamentarismo en la década de 1870, el Consejo fue elegido mediante elecciones generales, limitándose el Rey a nombrar miembros del partido o coalición que tuviera una mayoría en el Storting. Además, el Consejo quedó obligado a rendir cuentas ante el Storting, en el sentido de que un voto de confianza fallido obligaba al gobierno a dimitir. Esto último sucedió en marzo de 2000, cuando la coalición gobernante consideró incapaz de aceptar la introducción de centrales eléctricas gas natural (teniendo en cuenta su impacto nocivo sobre el medio ambiente), que la mayoría del Storting apoyo.
En la práctica además de estos cambios, ha habido numerosas modificaciones y cambios en el texto. Tal vez la más famosa es la eliminación del "párrafo Judío". Una reliquia de los primitivos gobernantes daneses, el párrafo No 2 originalmente decía, "La religión evangélico-luterana es la religión pública del Estado. Aquellos habitantes, que profesan estas religiones, están obligados a criar a sus hijos en las mismas. No están permitidos los jesuitas, ni las órdenes monacales. Todavía se prohíbe l ingreso de judíos al reino." En 1851 se eliminó la última oración, y en 1897 también la última frase. Aun así el párrafo §12 de la Constitución establece que más de la mitad de las personas en el Consejo de Estado tienen que ser miembros de la iglesia estatal, un párrafo que ido creciendo en controversia. Sendas enmiendas de la constitución introdujeron primero el sufragio universal masculino en 1898 y el sufragio universal en 1913 .

## Idioma
Los acontecimientos y la constitución de 1814 tiene un lugar central en la conformación de la identidad noruega. Por esta razón, y para mantener el texto lo más coherente posible, los cambios están escritos en un idioma cercano al danés original. En 1814 el idioma danés era la lengua que se utilizaba para los escritos. Los dos estándares actuales del noruego escrito, el bokmål y el nynorsk, no se desarrollaron sino hasta fines del siglo XIX. En 1903 la Constitución se sometió a una ligera revisión lingüística, adecuando la ortografía de algunas palabras que había cambiado desde 1814, pero manteniendo el estilo y lenguaje danés conservador del siglo XIX.
Todas las modificaciones recientes han tratado de imitar el lenguaje de la versión 1903, dando lugar a peculiares construcciones. La palabra "medio ambiente" está escrita en la antigua ortografía medio, que es distinta de la utilizada en noruego y danés moderno miljø; donde debe notarse que el contexto moderno de esa palabra era inexistente en el siglo XIX. El "grupo étnico sami" es den samiske Folkegruppe, incluso si la palabra sami (samisk) no fue usual hasta la década de 1970. En 1814 o 1903, se habría utilizado la palabra lapón (lappisk), pero esto es hoy considerada como un término peyorativo.
Dado que las enmiendas son elaboradas por políticos que no son competentes en danés del siglo XIX , algunos aspectos de la ortografía moderna del noruego se han colado en la constitución. Se han sugerido diferentes enfoques para revisar la lengua utilizada en el documento:
- Modificar el lenguaje, y reescribirla utilizando la ortografía y usos actuales.
- Utilizar el estándar de 1903, pero corregir diversos pasajes en los que algunas enmiendas no se ajustan a dicha norma.
- Recuperar la lengua al nivel de 1814; una objeción a esto es que para la mayoría de los noruegos modernos les resultaría aún más difícil de leer.
- Actualizar la lengua a una de las reformas ortográficas, ya sea 1917, 1938, o 1959. Este seguiría siendo un idioma bastante conservador, pero más cerca de la actual intervención.

Una enmienda constitucional del 2 de febrero de 2006, tuvo por objetivo revertir 16 errores ortográficos menores de la forma de 1903.
Se podría argumentar que Noruega es posiblemente el único país que tiene una constitución escrita en un idioma extranjero. Sin duda, es el único estado a componer nueva ley material en una lengua muerta, aparte de la Vaticano, que utiliza el latín. Incluso el nombre oficial del Reino de Noruega (noruego:Kongeriket Norge/Kongeriket Noreg), en realidad, podría ser la forma danesa Kongeriget Norge si se toma al pie de la letra de la Constitución.

## Las tendencias actuales
De vez en cuando se formulan propuestas para separar la iglesia del estado, lo que implicaría una modificación del artículo 2 de la Constitución. Esto nunca ha sido apoyado por la mayoría en el Storting, pero es un tema constante de debate.
El Tribunal Superior del Reino noruego se justifica por la Constitución y con frecuencia es (mal) utilizado por el Storting como una herramienta política para controlar al gobierno en el siglo XIX, pero no se ha realizado ningún proceso de destitución desde 1927. Un informe parlamentario y una propuesta de enmienda constitucional fue presentado en 2004 para cambiar el fundamento jurídico del Tribunal Superior del Reino y reducir su sesgo político. La propuesta fue aprobada por unanimidad por el Storting el 20 de febrero de 2007. El tribunal estará compuesto de cinco periódicos Corte Suprema de Noruega magistrados y seis jueces legos designados por el Storting, en lugar de toda la Corte Suprema, más el Lagting (1 / 4 de la Storting).
Algunos estudiosos constitucionales sostienen que puede ser necesario cambiar la Constitución en el caso de que Noruega entrara en la Unión Europea. Sin embargo, este debate ha estado relativamente quieto desde el referéndum de 1994, por lo que este cambio no es probable que ocurra próximamente.